# 後龍順天宮
後龍順天宮位在臺灣苗栗縣後龍鎮南龍里南龍街10鄰144號。一樓正殿主祀七府千歲，二樓觀世音菩薩，三樓玉皇大帝，已有200年歷史。宮廟前廣場建有一座順興臺，遇到慶典等活動皆在此地表演，宮廟的外觀建築華麗壯觀，並有雙龍搶珠的屋脊，再到栩栩如生的龍柱與石雕都可讓人驚嘆不已。

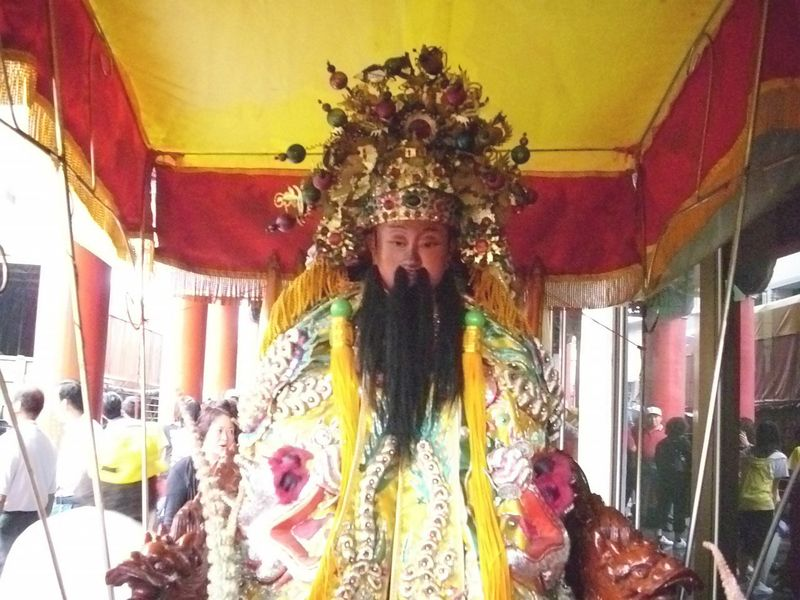
苗栗縣後龍鎮順天宮-七府千歲聖像。